# 皮德吉爾齊 (奧布希夫區)
50°13′07″N 30°32′42″E / 50.21861°N 30.54500°E
皮德希爾齊（烏克蘭語：Підгірці）是位於烏克蘭北部的村莊，由基辅州奧布希夫區的科津市鎮負責管轄。該村始建於1563年，面積0.012平方公里，海拔高度95米，2001年人口485，人口密度每平方公里40,416.7人。